# Vladimír Syrovátka
Vladimír Syrovátka (n. 19 iunie 1908, Zdolbuniv, Regiunea Rivne, Ucraina – d. 14 septembrie 1973, Praga, Cehoslovacia) a fost un canoist ce a reprezentat Cehoslovacia, medaliat olimpic. A participat la o ediție a Jocurilor Olimpice (1936) în care a câștigat o medalie de aur.

## Participări
Lista de mai jos prezintă principalele competiții la care a participat Vladimír Syrovátka de-a lungul carierei.
- Olympische Sommerspiele 1936/Kanu – Zweier-Canadier 1000 m (Männer)[*]